# Episodi di Aquarius (seconda stagione)
La seconda e ultima stagione della serie televisiva Aquarius è stata trasmessa negli Stati Uniti per la prima volta dall'emittente NBC dal 16 giugno al 10 settembre 2016.
In Italia, la stagione è andata in onda in prima visione sul canale satellitare Sky Atlantic dal 4 luglio al 26 settembre 2016.
| nº | Titolo originale                                          | Titolo italiano | Prima TV USA      | Prima TV Italia   |
| -- | --------------------------------------------------------- | --------------- | ----------------- | ----------------- |
| 1  | Helter Skelter                                            |                 | 16 giugno 2016    | 4 luglio 2016     |
| 2  | Happiness Is a Warm Gun                                   |                 | 16 giugno 2016    | 11 luglio 2016    |
| 3  | Why Don't We Do It in the Road                            |                 | 16 giugno 2016    | 18 luglio 2016    |
| 4  | Revolution 1                                              |                 | 23 giugno 2016    | 25 luglio 2016    |
| 5  | Everybody's Got Something to Hide Except Me and My Monkey |                 | 30 giugno 2016    | 1º agosto 2016    |
| 6  | Revolution 9                                              |                 | 7 luglio 2016     | 8 agosto 2016     |
| 7  | Piggies                                                   |                 | 14 luglio 2016    | 15 agosto 2016    |
| 8  | While My Guitar Gently Weeps                              |                 | 27 agosto 2016    | 22 agosto 2016    |
| 9  | Sexy Sadie                                                |                 | 27 agosto 2016    | 29 agosto 2016    |
| 10 | Blackbird                                                 |                 | 3 settembre 2016  | 5 settembre 2016  |
| 11 | Can You Take Me Back?                                     |                 | 3 settembre 2016  | 12 settembre 2016 |
| 12 | Mother Nature's Son                                       |                 | 10 settembre 2016 | 19 settembre 2016 |
| 13 | I Will                                                    |                 | 10 settembre 2016 | 26 settembre 2016 |

## Helter Skelter
- Titolo originale: Helter Skelter
- Diretto da: Jonas Pate
- Scritto da: John McNamara

### Trama
Hodiak si ritrova coinvolto in un caso quando inizia a ricevere misteriosi pacchi con delle foto di ragazze scomparse, mentre l'operazione sotto copertura di Charmain fornisce informazioni sul traffico di droga. Nel frattempo, Charles Manson e la sua famiglia si trasferiscono nella casa di un benefattore di nome Dennis Wilson.

## Happiness Is a Warm Gun
- Titolo originale: Happiness Is a Warm Gun
- Diretto da: Jonas Pate
- Scritto da: John McNamara

### Trama
Hodiak continua ad seguire il caso sulle ragazze scomparse, mentre Charmain sta rischiando la sua missione segreta.

## Why Don't We Do it in the Road
- Titolo originale: Why Don't We Do it in the Road
- Diretto da: Timothy Busfield
- Scritto da: Alexandra Cunningham

### Trama
Manson e la sua banda appena rifugiati nella casa di Wilson si attraggono da Tex Watson, un altro ospite. Hodiak riceve una foto di un'altra ragazza in pericolo e indaga anche sull'omicidio di una donna.

## Revolution 1
- Titolo originale: Revolution 1
- Diretto da: Timothy Busfield
- Scritto da: Rafael Yglesias

### Trama
Il giorno dell'assassinio di Martin Luther King Jr., Hodiak indaga su un omicidio in un quartiere afro-americano mentre cerca di prevenire una rivolta imminente. Nel frattempo, Charmain termina la missione sotto copertura e scopre l'intero costo del lavoro.

## Everybody's Got Something to Hide Except Me and My Monkey
- Titolo originale: Everybody's Got Something to Hide Except Me and My Monkey
- Diretto da: James L. Conway
- Scritto da: David Reed

### Trama
Hodiak rischia di essere finito sotto inchiesta dagli Affari Interni, mentre Emma corteggia Wilson facendo ingelosire Manson e lo stesso Wilson li porta a incontrare un produttore discografico che vive nella futura casa della famiglia Tate.

## Revolution 9
- Titolo originale: Revolution 9
- Diretto da: Jonas Pate
- Scritto da: Rafael Yglesias

### Trama
Mentre Shafe continua la sua dipendenza da droga, Hodiak indaga sui ricatti che subisce un suo vecchio compagno di guerra. Nel frattempo, Karn raccoglie informazioni da usare contro Robert Kennedy e Grace sta per entrare nel mondo della politica.

## Piggies
- Titolo originale: Piggies
- Diretto da: Jon Amiel
- Scritto da: Sera Gamble e Mike Moore

### Trama
Manson e la banda ricevono due sorprese: una bella e una cattiva. Hodiak, invece indaga sull'omicidio di un fotografo, e Grace fa progetti per Emma.

## While My Guitar Gently Weeps
- Titolo originale: While My Giutar Gently Weeps
- Diretto da: Nelson McCormick
- Scritto da: Alexandra Cunningham

### Trama
Manson è sulle tracce di Emma Karn portandola alla porta di Hodiak e i due trascorrono del tempo inaspettato insieme, e lo stesso Hodiak mette una serie unica di indizi che lo portano ad alcuni sospettati di omicidio.

## Sexy Sadle
- Titolo originale: Sexy Sadle
- Diretto da: David Boyd
- Scritto da: John McManara

### Trama
Hodiak trova Emma in un sanatorio ma avrà bisogno di aiuto per tirarla fuori, e Shafe fatica a liberarsi dalla sua dipendenza da eroina.

## Blackbird
- Titolo originale: Blackbird
- Diretto da: Michael Zinberg
- Scritto da: Rafael Yglesias

### Trama
Ken e Emma vengono a patti, ma la stessa Emma vuole trovare Manson, Hodiak invece indaga sull'omicidio di Bunchy e Shafe incontra un vecchio amico in riabilitazione.

## Can You Take Me Back?
- Titolo originale: Can You Take Me Back?
- Diretto da: Timothy A. Good
- Scritto da: David Reed

### Trama
Hodiak si mette di nuovo nei guai con gli Affari Interni, mentre la banda di Manson registrano la loro musica grazie ad un nuovo produttore musicale.

## Mother Nature's Son
- Titolo originale: Mother Nature's Son
- Diretto da: David Duchovny
- Scritto da: Sera Gamble

### Trama
Hodiak continua ad indagare su un serial killer, invece Manson chiede a Bobby, Mary e Sadie di ricevere soldi da Gary Hinman.

## I Will
- Titolo originale: I Will
- Diretto da: Jonas Pate
- Scritto da: John McManara e Mike Moore

### Trama
Hodiak ormai dimessosi, continua a dare la caccia al serial killer che lo tormenta. Manson manda in missione Tex e gli altri.